# Tiertarock

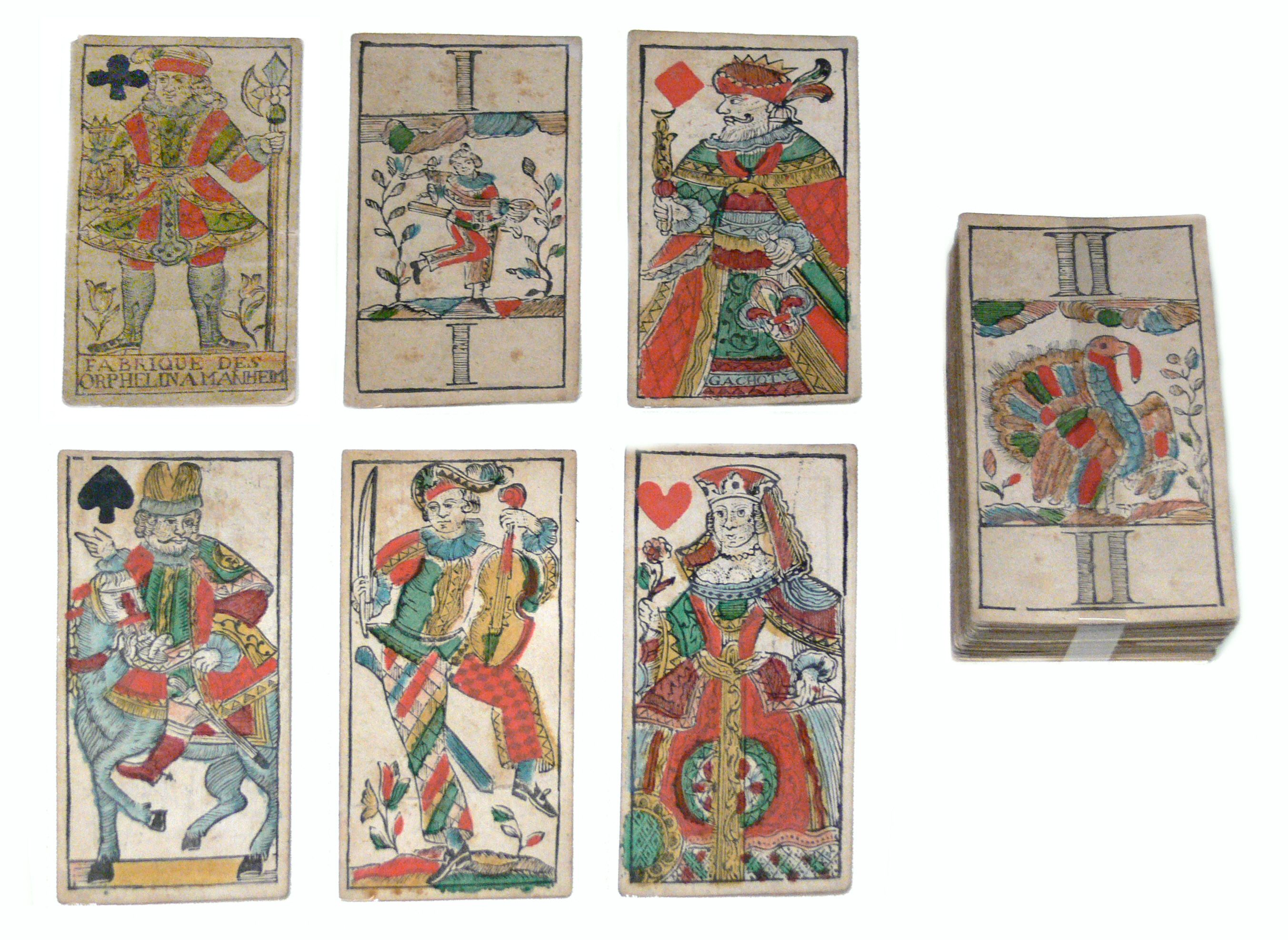
Russisches Tiertarock aus dem 18. Jahrhundert, hergestellt in Mannheim

Tiertarock ist eine Gattung von Tarockkarten, die vor allem in Nordeuropa, von Belgien bis Russland, verbreitet waren. Nur eines davon ist erhalten geblieben: das Adler Cego in Süddeutschland. Ein Tierthema, wirklich und/oder fantastisch, ersetzt die traditionellen Trumpf-Szenen, die in Tarockkarten mit italienischen Farben wie dem Besançon-Tarot zu finden sind. Der Narr spielt ein Musikinstrument, während der Quacksalber (Tarock I) durch Hans Wurst repräsentiert wird, die Wurst, Getränk, Klatschmopp oder Hut trägt. Sie bilden die erste Generation der Tarockkarten mit französischen Farben. Vor ihrer Einführung waren Tarockspiele auf Italien, Frankreich und die Schweiz beschränkt. Im 17. Jahrhundert nahm die Popularität des Spiels in diesen drei Ländern ab und es geriet in vielen Regionen in Vergessenheit. Die schnelle Verbreitung des Spiels im Heiligen Römischen Reich und Skandinavien nach dem Aufkommen der Tiertarocks ist möglicherweise kein Zufall. Im 19. Jahrhundert wurden die meisten Tiertarocks durch Tarocks ersetzt, deren Trumpfkarten Motive aus den Bereichen Genre, Veduten, Oper, Architektur oder Ethnologie enthielten, wie beispielsweise die Industrie und Glück Karten von Österreich-Ungarn.

## Einfachbild

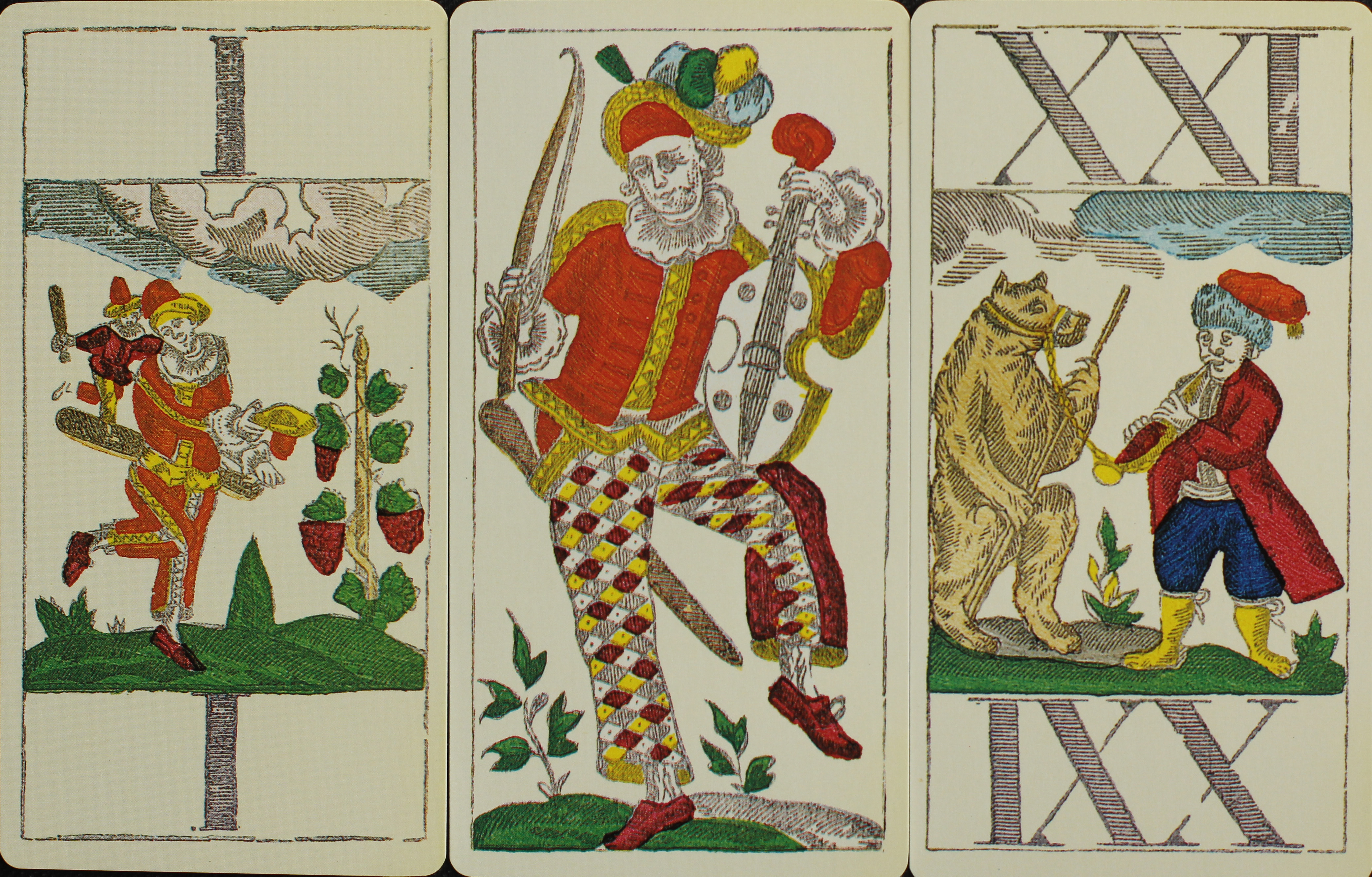
Bayerisches Tiertarock

Nach ihrer Einführung aus dem Elsass wurden Tarockkarten des Tarot de Besançon Bilds bereits in den 1720er Jahren in Deutschland hergestellt, erfreuten sich aber wahrscheinlich keiner großen Beliebtheit, da deutsche Spielregelbücher Tarock erst 1754 erwähnten. Die ersten Tiertarocks, die das Lyoner Bild verwendeten, wurden um 1740 in Straßburg hergestellt. Bis ins frühe 19. Jahrhundert wurden sie auch in Deutschland, Belgien und Schweden hergestellt. Die Tiertrümpfe dieses frühen Musters wurden von späteren Herstellern kopiert, aber die Motive befanden sich auf den Tarockkarten oft in einer anderen Reihenfolge.

### Bayerisches Tiertarock
Das Bayerische Tiertarock wurde um 1765 von Andreas Benedict Göbl aus München, Bayern, entworfen. Er ersetzte die Lyonnais Bildkarten durch die bayerische Version des Pariser Bilds. Die Tarockkarten zeigten verschiedene Tiere, teilweise in Begleitung eines Menschen. Diese scheinen einem allgemeinen Mustersatz zu entstammen, der dann in unterschiedlicher Reihenfolge auf den verschiedenen Tarockkarten verwendet wurde. Das Bild wurde häufig kopiert. Beispiele sind aus dem Elsass, Belgien, Luxemburg, Schweden, Dänemark und Russland sowie anderen deutschen Staaten bekannt. Obwohl es das am weitesten verbreitete Tiertarock war, starb es im frühen 19. Jahrhundert aus. Das Kartenspiel ist nur mit 78 Karten bekannt.
Ein Faksimile der russischen Version wurde von Piatnik veröffentlicht.

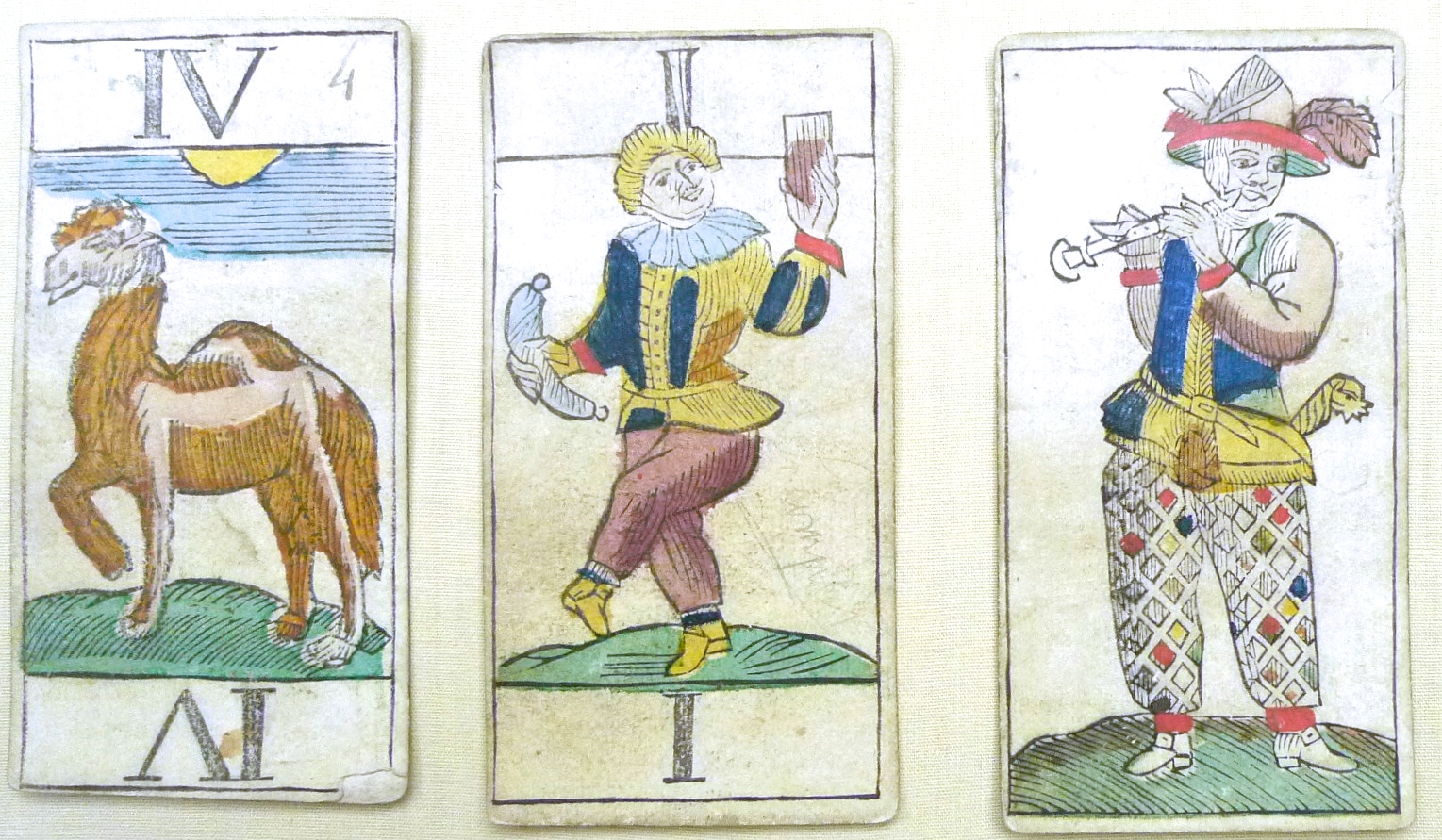
Belgisches Tiertarock

### Belgisches Tiertarock
Das Belgische Tiertarock hat die gleichen Trümpfe wie das bayerische, jedoch mit einzigartigen Bildkarten wie den Damen und den mit bloßen Schienbeinen und in Umhänge gehüllten Königen.
Tier-Tarockkarten nach dem Lyoner Bild wurden bereits 1753 – also schon recht früh – in Lüttich hergestellt, und es ist wahrscheinlich, dass die Brüsseler Kartenmacher sich davon zu ihrem eigenen Entwurf inspirieren ließen. Ein frühes Beispiel ist jenes, das um 1755 von Sarton Frères et Sœurs in Brüssel hergestellt wurde. Dieses neue Design wurde sehr erfolgreich, da wir von ähnlichen Tarockblätter der Brüsseler Kartenmacher Galler, Biot und Demoulin wissen. 1772 enthielten die Hannoverschen Anzeigen vom 30. November 1772 eine Ansage für „Extra feine Brüsseler Tarokcharten“, die ausreichend Aufschluss über die Herkunft dieser Kartenart gibt.
Das Belgische Tiertarock ist nur mit 78 Karten bekannt.
In Belgien wurde dieses Tarockblatt bis am Ende des 19. Jahrhunderts hergestellt, insbesondere von Daveluy in Brügge.
Es ist nicht zu verwechseln mit dem belgischen Tarock mit italienischen Farben, das erstmals vor 1700 in Rouen auftauchte und zu Beginn des 19. Jahrhunderts ausstarb.

## Doppelbild
Um 1800 wurden neuere Muster mit beidseitig verwendbaren („doppelköpfige“) Bild- und Trumpfkarten eingeführt. Die Bilder Oberösterreichisches Tarock, Tiroler Tarok, Baltisches Tarock und Adler Cego weisen alle ähnliche Bildmotive auf und sind doppelköpfige Versionen des bayerischen Pariser Bild.

### Adler Cego

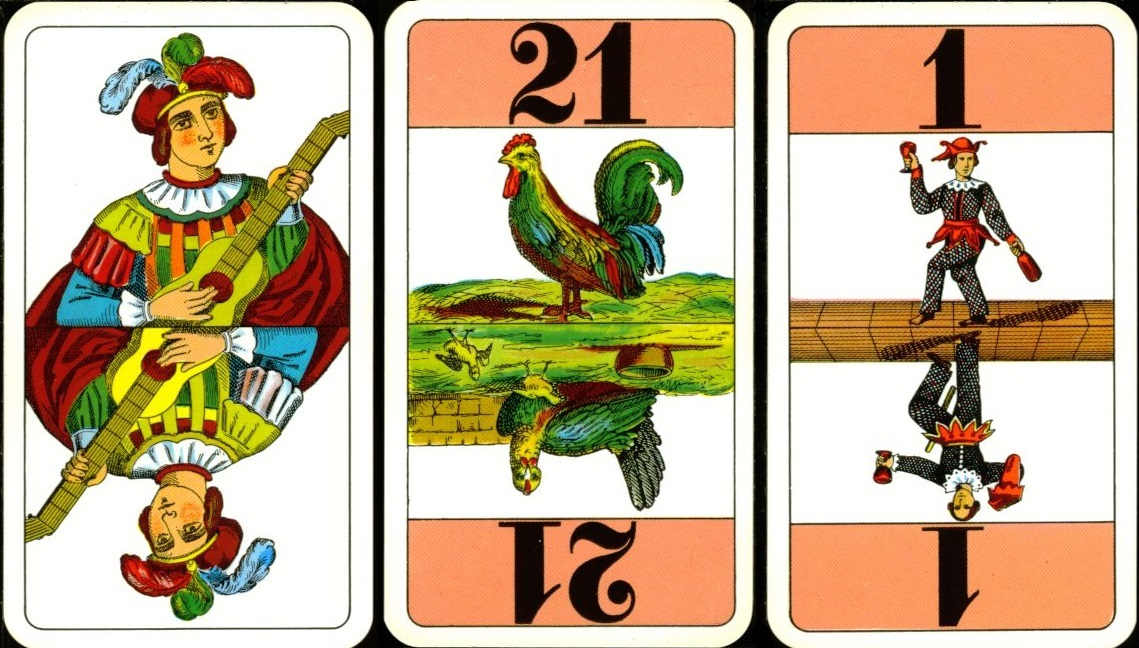
Das Adler Cego Tarock

Ein 78-Blatt-Kartenspiel aus der Zeit um 1820 zeigt das gleiche Tarock-Design wie die heute noch produzierten Karten, die Bildkarten weisen jedoch ein anderes Muster auf. Obwohl es von Christie’s als „Cego Animal Tarock“ bezeichnet wird, könnte es sich um ein Standardspiel für Tarockspiele gehandelt haben, da nicht bekannt ist, dass Cego mit 78 Karten gespielt wurde.
Irgendwann im 19. Jahrhundert, möglicherweise in den 1840er Jahren, wurde ein zweiter Bildkartenstil aus einem anderen frühen Entwurf übernommen; dieser wird von der International Playing-Card Society als Musterblatt F200 oder XP8 bezeichnet. F200 gehört zu einer Reihe von Karten mit französischen Farben im „Expatriate Pattern“ („expatriatisches Bild“) und wurde erstmals im frühen 19. Jahrhundert entdeckt.
1852 verkaufte ein Gastronom in Karlsruhe Spielkartenpakete „zu einem günstigen Preis“ als „Zego (Tarrok)“-Karten. Es ist nicht bekannt, ob es sich um das Tiertarock oder ein anderes Muster handelte, das der Entstehung von C.L. Wüsts Enzyklopädischem Tarock im Jahr 1865 vorausging, welches der Vorläufer des Bourgeois Tarot („Bürgerlichen Tarock“) ist, dem anderen Muster, das heute zum Spielen von Cego verwendet wird.
In den Jahren 1879–1882 produzierte Lennhoff & Heuser aus Frankfurt die ersten Packungen namens „Adler Cego“. Der Name leitete sich offenbar von einem kleinen Adler ab, dem Wappen der Stadt Frankfurt, das auf der Karo-Dame abgebildet war. Die Kartenblätter werden bis heute nahezu unverändert hergestellt.
Adler Cego ist eines von nur zwei Tarockblättern, die noch in Deutschland gefertigt werden. Das andere ist nach dem Muster des Bourgeois Tarots. Heute wird es nur noch von ASS Altenburger hergestellt, die es seit 1882 im Programm haben und dem Spiel um 1931 die Bezeichnung „Adler-Cego Nr. 99“ gaben. Es ist das einzige Tiertarock-Muster, das noch immer gebräuchlich ist und in der Region Schwarzwald im Südwesten Deutschlands gespielt wird. Wie das Muster Industrie und Glück besteht es nun aus nur noch 54 Karten, darunter 22 Trümpfe, 16 Bildkarten und 16 Zahlenkarten. Trumpf 1 zeigt den „Kleinen Mann“ (basierend auf Hans Wurst), während Trumpf 2 Mischwesen enthält. Die Trumpfkarten 3 bis 21 zeigen echte Tiere. Der höchste Trumpf hat die rosa Felder an beiden Enden der Karten nicht, die seinen Rang in arabischen Ziffern darstellen, wie die anderen Trumpfkarten. Stattdessen zeigt er einen Wandersänger und wird Stieß oder G'stieß (Narr) genannt. Trotz des Namens („Adler“) erscheinen Adler auf keiner der Karten.
Heute (2025) werden diese 54-Blatt Adler Cego Karten in Südwestdeutschland für das Badener Nationalspiel, Cego verwendet, als auch für die Kartenspiele Dreierles, Dappen und Vier-Anderle.

### Dänisches (Holmblad) Tiertarock
Das erste in Dänemark hergestellte „Tarokkarte“ mit französischen Tiermotiven erschien 1752 und wurde von J.F. Mayer aus Borregade nach einem möglicherweise aus Belgien importierten Muster hergestellt. 1783 übernahm C.E. Süsz Mayers Werkstatt und schloss sich mit Kuntze zusammen, um ein zweites Tiertarock nach bayerischem Muster herzustellen. Diese Karten wurden bis 1798 hergestellt. In den 1820er Jahren entwarf Jacob Holmblad ein völlig neues, doppelseitiges Tiertarock. Dieses dänische Tiertarock war zunächst eher unprätentiös, doch die Qualität des Designs verbesserte sich innerhalb weniger Jahre erheblich. Es war das letzte in Dänemark hergestellte Tiertarock. Als Jacob 1837 starb und sein Sohn Lauritz Peter das Geschäft erbte, wurden die Tiertarockkarten durch Bilder dänischer Architektur ersetzt.

### Oberösterreichisches Tiertarock
Das älteste Oberösterreichische Tiertarock stammt aus dem Jahr 1813. Über die Ursprünge des Musters ist jedoch wenig bekannt, außer dass es eindeutig auf seinem bayerischen Verwandten basiert, auch wenn die Bildkarten „nüchternd“ aussehen. Das Muster wurde bis 1858 auch in Böhmen hergestellt. Es gab sowohl eine 78- als auch eine 54-Blatt Version.